# Isaiah Canaan
Isaiah Canaan (Biloxi, 2 maggio 1991) è un cestista statunitense di ruolo playmaker.

## Carriera

### College
Canaan trascorse quattro stagioni con i Murray State Racers chiudendo il suo ultimo anno in Kentucky con quasi 22 punti di media.

### NBA

#### Houston Rockets (2013-2015)

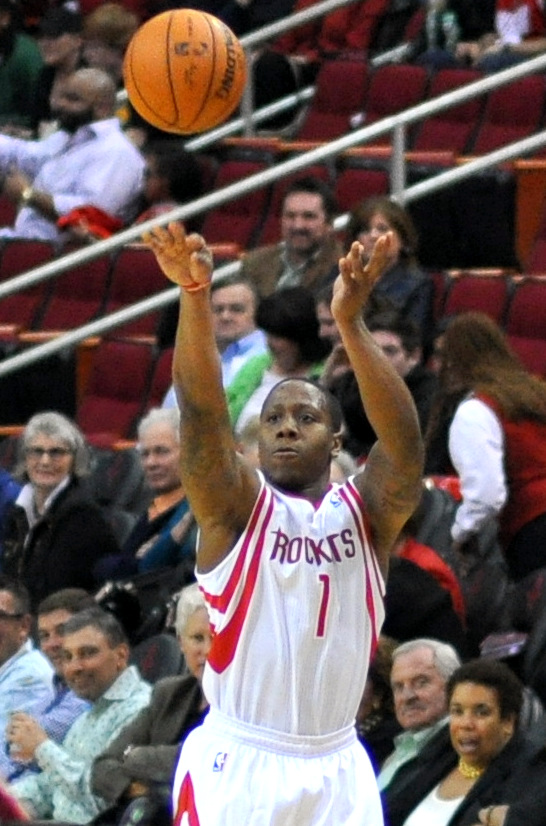
Canaan a Houston nel marzo 2014

Il 27 giugno 2013 fu chiamato nel Draft NBA dagli Houston Rockets con la 34ª scelta assoluta. Nella prima stagione totalizzò 22 partite di cui zero da titolare. Seppur non sia un grande assist-man (tiene una media di 1 assist a partita coi Rockets) mostrò le proprie qualità migliori al tiro da 3 e ai tiri liberi. Venne mandato in più occasioni in D-League ai Rio Grande Valley Vipers durante la sua militanza in Texas.

#### Philadelphia 76ers (2015-2016)
Il 19 febbraio 2015 Canaan viene ceduto via trade ai Philadelphia 76ers,insieme a una futura seconda scelta,in cambio di K.J. McDaniels.
Mentre nella prima giocò 22 partite, nella seconda stagione Canaan trova molto spazio andando a giocare 77 partite, 39 da titolare. Rispetto alla precedente esperienza a Houston, Canaan giocò più minuti e tenne a referto una media di oltre 10 punti a partita (12,6 il primo e 11,0 il secondo) e di ben 2 palle rubate a partita. Nonostante tutto, il 1º luglio 2016 a fine contratto rimane free agent, non venendo quindi rifirmato dai Sixers.

#### Chicago Bulls (2016-2017)
Il 20 luglio 2016 firmò un contratto biennale a 2,2 milioni di dollari coi Chicago Bulls. Venne acquistato dai Bulls oltre che per lo stipendio basso (la franchigia dell'Illinois non aveva più molto spazio salariale), per aiutare la squadra ad aprire il campo col suo tiro da 3. Tuttavia in stagione, se non nella parte iniziale, venne utilizzato molto poco dai tori in RS in quanto giocò solamente 39 partite, di cui nessuna da titolare. Canaan 
nei playoffs, a causa dell'infortunio del play titolare Rajon Rondo e delle prestazioni non convincenti dei sostituti Jerian Grant e Michael Carter-Williams, venne rispolverato dal coach Fred Hoiberg in gara-4 e lui si fece trovare pronto in quanto segnò 13 punti (oltre che 2 assist, 3 rimbalzi e 2 palle rubate) in 34 minuti in uscita dalla panchina, con 3-7 da tre punti, 4-10 dal campo e 2-4 ai tiri liberi, in quella che fu la sua prima gara in assoluto nei playoffs NBA. In gara-5 invece Canaan partì titolare (prima volta assoluta sia nei playoffs che con i Bulls) e segnò nuovamente 13 punti.

#### Pre-season a Oklahoma e ritorno a Houston (2017-2018)
Nella stagione 2017-2018 Canaan cambiò più volte squadra. Dopo aver disputato la pre-season con gli Oklahoma City Thunder (con cui firmò il 25 settembre 2017), venne tagliato dagli stessi Thunder il 15 ottobre a pochi giorni dall'inizio della regular season.
Il 25 ottobre 2017, poco prima dell'inizio della stagione fece ritorno agli Houston Rockets. Tuttavia con la franchigia del Texas disputò una sola partita per poi venire tagliato il 29 ottobre dopo appena 4 giorni.

#### Phoenix Suns (2017-2018)
Dopo essere passato brevemente dagli Agua Caliente Clippers e per i Northern Arizona Suns in G-League il 17 dicembre 2017 si trasferì ai Phoenix Suns (squadra affiliata ai Northern Arizona Suns). Il 9 febbraio 2018, dopo 2 mesi e durante la trade dead-line, venne tagliato per fare spazio a Elfrid Payton, anche a causa di un brutto infortunio alla caviglia che lo costrinse a uscire in barella pochi giorni prima, terminando anzitempo la propria stagione.
Il 3 agosto 2018 fece ritorno a Phoenix, rimanendo a inizio stagione e figurando come play titolare della squadra. Il coach dei Suns Igor Kokoškov più avanti iniziò a preferirgli nelle rotazioni Mikal Bridges, tanto che Canaan (nonostante avesse giocato ben 15 partite da titolare su 19 complessive) venne tagliato, di nuovo, il 29 novembre. Il coach Kokoškov sottolineò che questa scelta fu di business da parte della franchigia dell'Arizona.

#### Minnesota Timberwolves (2019)
Il 30 gennaio 2019 firmò un contratto decadale con i Minnesota Timberwolves. Il 10 febbraio rinnovò il suo contratto per altri 10 giorni. Al termine del secondo contratto decadale i T'Wolves decisero di non rinnovarlo.

#### Milwaukee Bucks (2019)
Il 26 febbraio 2019 firmò un altro contratto da 10 giorni, questa volta coi Milwaukee Bucks. Il 4 marzo 2019 venne tagliato dai cervi prima della naturale scadenza del contratto per fare spazio al neo arrivato free agent di lusso Pau Gasol.

### Cina

#### Shandong Golden Stars (2019-)
Il 22 agosto 2019 si trasferisce in Cina agli Shandong Golden Stars.

## Statistiche

### NCAA
| Anno      | Squadra           | PG  | PT | MP   | TC%  | 3P%  | TL%  | RP  | AP  | PRP | SP  | PP   |
| --------- | ----------------- | --- | -- | ---- | ---- | ---- | ---- | --- | --- | --- | --- | ---- |
| 2009-2010 | Murray St. Racers | 36  | 1  | 20,4 | 49,8 | 48,2 | 78,4 | 2,3 | 1,6 | 0,9 | 0,0 | 10,3 |
| 2010-2011 | Murray St. Racers | 32  | 19 | 28,1 | 41,6 | 40,3 | 74,4 | 1,9 | 2,4 | 1,1 | 0,1 | 11,7 |
| 2011-2012 | Murray St. Racers | 33  | 33 | 33,7 | 46,8 | 45,6 | 83,7 | 3,5 | 3,6 | 1,4 | 0,1 | 19,0 |
| 2012-2013 | Murray St. Racers | 31  | 30 | 36,5 | 43,1 | 37,0 | 82,2 | 3,5 | 4,3 | 1,5 | 0,1 | 21,8 |
| Carriera  | Carriera          | 132 | 83 | 29,4 | 45,0 | 41,9 | 80,4 | 2,8 | 2,9 | 1,2 | 0,1 | 15,5 |

#### Massimi in carriera
- Massimo di punti: 36 vs Southern Mississippi (26 novembre 2011)[26]
- Massimo di rimbalzi: 9 vs Belmont (9 marzo 2013)
- Massimo di assist: 10 vs Belmont (9 marzo 2013)
- Massimo di palle rubate: 7 vs Southern Illinois-Edwardsville (19 gennaio 2013)
- Massimo di stoppate: 2 vs Tennessee-Chattanooga (11 dicembre 2010)
- Massimo di minuti giocati: 49 vs Morehead State (20 febbraio 2013)

### NBA

#### Regular Season
| Anno      | Squadra            | PG  | PT | MP   | TC%  | 3P%  | TL%  | RP  | AP  | PRP | SP  | PP   |
| --------- | ------------------ | --- | -- | ---- | ---- | ---- | ---- | --- | --- | --- | --- | ---- |
| 2013-2014 | Houston Rockets    | 22  | 0  | 11,5 | 35,6 | 32,7 | 72,4 | 1,1 | 1,0 | 0,4 | 0,2 | 4,6  |
| 2014-2015 | Houston Rockets    | 25  | 9  | 14,8 | 40,5 | 38,1 | 76,2 | 1,3 | 1,2 | 0,6 | 0,0 | 6,2  |
| 2014-2015 | Philadelphia 76ers | 22  | 12 | 25,9 | 37,7 | 36,4 | 84,6 | 2,5 | 3,1 | 0,7 | 0,1 | 12,6 |
| 2015-2016 | Philadelphia 76ers | 77  | 39 | 25,5 | 36,0 | 36,3 | 83,3 | 2,3 | 1,8 | 0,7 | 0,2 | 11,0 |
| 2016-2017 | Chicago Bulls      | 39  | 0  | 15,2 | 36,4 | 26,6 | 90,9 | 1,3 | 0,9 | 0,6 | 0,0 | 4,6  |
| 2017-2018 | Houston Rockets    | 1   | 0  | 4,0  | 0,0  | 0,0  | -    | 1,0 | 0,0 | 0,0 | 0,0 | 0,0  |
| 2017-2018 | Phoenix Suns       | 19  | 1  | 22,0 | 38,2 | 33,3 | 90,2 | 2,3 | 4,0 | 0,8 | 0,1 | 9,1  |
| 2018-2019 | Phoenix Suns       | 19  | 15 | 26,5 | 39,5 | 34,7 | 75,0 | 2,6 | 3,3 | 0,6 | 0,0 | 7,5  |
| 2018-2019 | Minnesota T'wolves | 7   | 1  | 13,6 | 37,9 | 36,8 | 100  | 0,7 | 2,7 | 0,3 | 0,1 | 4,7  |
| 2018-2019 | Milwaukee Bucks    | 4   | 0  | 7,8  | 33,3 | 40,0 | -    | 1,0 | 0,8 | 0,0 | 0,3 | 1,5  |
| Carriera  | Carriera           | 235 | 77 | 20,4 | 37,1 | 35,1 | 83,6 | 1,9 | 1,9 | 0,6 | 0,1 | 8,1  |

#### Play-off
| Anno     | Squadra       | PG | PT | MP   | TC%  | 3P%  | TL%  | RP  | AP  | PRP | SP  | PP   |
| -------- | ------------- | -- | -- | ---- | ---- | ---- | ---- | --- | --- | --- | --- | ---- |
| 2017     | Chicago Bulls | 3  | 2  | 31,7 | 50,0 | 35,7 | 66,7 | 1,3 | 1,3 | 1,0 | 0,0 | 11,7 |
| Carriera | Carriera      | 3  | 2  | 31,7 | 50,0 | 35,7 | 66,7 | 1,3 | 1,3 | 1,0 | 0,0 | 11,7 |

#### Massimi in carriera
- Massimo di punti: 31 vs Oklahoma City Thunder (4 marzo 2015)[27]
- Massimo di rimbalzi: 7 (2 volte)
- Massimo di assist: 9 vs Minnesota Timberwolves (23 dicembre 2017)
- Massimo di palle rubate: 4 (2 volte)
- Massimo di stoppate: 2 (3 volte)
- Massimo di minuti giocati: 42 vs Boston Celtics (8 novembre 2018)

### Eurolega
| Anno      | Squadra      | PG  | PT | MP   | TC%  | 3P%  | TL%  | RP  | AP  | PRP | SP  | PP   |
| --------- | ------------ | --- | -- | ---- | ---- | ---- | ---- | --- | --- | --- | --- | ---- |
| 2021-2022 | UNICS Kazan' | 24  | 2  | 24,0 | 41,0 | 41,0 | 81,6 | 1,8 | 1,3 | 0,5 | 0,2 | 11,8 |
| 2022-2023 | Olympiakos   | 39  | 36 | 16,1 | 39,0 | 38,2 | 66,7 | 1,0 | 0,9 | 0,8 | 0,1 | 6,3  |
| 2023-2024 | Olympiakos   | 41  | 41 | 23,1 | 46,2 | 42,5 | 88,2 | 1,2 | 1,4 | 0,9 | 0,1 | 11,1 |
| Carriera  | Carriera     | 104 | 79 | 20,7 | 42,6 | 40,9 | 82,6 | 1,3 | 1,2 | 0,7 | 0,1 | 9,5  |

## Palmarès

### Squadra
- Campionato greco: 1

Olympiakos: 2022-2023
- Coppa di Grecia: 2

Olympiakos: 2022-2023, 2023-2024
- Coppa di Serbia: 1

Stella Rossa: 2025
- Supercoppa greca: 2

Olympiakos: 2022, 2023

### Individuale
- NCAA AP All-America Second Team (2012)